# أليس صحراوي
الأليس الصحراوي نوع نباتي حولي يتبع جنس الأليس من الفصيلة الكرنبية. وهو مرادف لنوع الأليس التركستاني (باللاتينية: Alyssum turkestanicum).

## البيئة والانتشار
موطنه المشرق العربي ومصر وشرق أوروبا واليونان. ويوجد له مركز انتشار آخر في تركستان (غرب الصين) وأفغانستان وباكستان. إضافة إلى ذلك، انتشر في وسط وشرق أوروبا.